# سارا هيد
سارا هيد (بالإنجليزية: Sara Head)‏ هي لاعبة تنس الطاولة بريطانية، ولدت في 12 أبريل 1980 في كارديف في المملكة المتحدة.

## روابط خارجية
- سارا هيد على موقع اتحاد ألعاب الكومنولث (مؤرشف) (الإنجليزية)
- سارا هيد على موقع دورة ألعاب الكومنولث 2006 (مؤرشف) (الإنجليزية)